# Самсонова, Надежда Архиповна
Наде́жда Архи́повна Самсо́нова, в девичестве — Ю́рченко (1916 год — 27 ноября 1995 года, Дагомыс, Сочи) — рабочая Ингирского совхоза имени Берия Министерства сельcкого хозяйства СССР, Зугдидский район, Грузинская ССР. Герой Социалистического Труда (1949).

## Биография
Родилась в 1916 году в одном из сельских населённых пунктов на территории современного Краснодарского края. После окончания местной сельской школы трудилась в сельском хозяйстве. В послевоенное время трудилась рабочей Ингирского совхоза имени Берия Зугдидского района (сегодня — Зугдидский муниципалитет), директором которого был Александр Теймуразович Цхадая.
В 1948 году собрала в среднем с каждого гектара по 6016 килограмм сортового зелёного чайного листа на участке площадью 0,5 гектара. Указом Президиума Верховного Совета СССР от 5 июля 1949 года удостоена звания Героя Социалистического Труда за «получение высоких урожаев сортового зелёного чайного листа и цитрусовых плодов в 1948 году» с вручением ордена Ленина и золотой медали «Серп и Молот».
Этим же Указом званием Героя Социалистического Труда была награждена труженица колхоза имени Берия Екатерина Петровна Лебеденко.
За выдающиеся трудовые достижения по итогам 1949 года была награждена вторым Орденом Ленина.
В последующие годы возвратилась в Краснодарский край. Трудилась в Дагомысском чайном совхозе, директором которого с 1963 года был Устим Генрихович Штейман.
После выхода на пенсию проживала в Дагомысе. Умерла в ноябре 1995 года.

## Награды
- Герой Социалистического Труда
- Орден Ленина — дважды (1949; 31.07.1950)
- Орден Трудового Красного Знамени (01.09.1951; 16.11.1953)